# Phaselia narynaria
Phaselia narynaria là một loài bướm đêm trong họ Geometridae.